# Pontaubert
Pontaubert est une commune française située dans le département de l'Yonne, en région Bourgogne-Franche-Comté, arrondissement et canton d'Avallon.

## Géographie
Ce village pittoresque de l’Avallonnais se situe dans la vallée du Cousin, à 3 km d’Avallon et à 10 km de Vézelay, à l'endroit où la route départementale D957 qui joint ces deux localités traverse la rivière.
Il est construit sur un petit plateau granitique qui sépare la vallée du Cousin de celle de son affluent le Rû d’Island, et descend sur chacune de ces vallées, le long de la route, qui le traverse d'est en ouest. Le Cousin, quant à lui, coule approximativement du sud au nord, depuis le massif du Morvan vers les plaines de l'Auxois. C'est ce qui donne à Pontaubert, malgré son petit territoire, un paysage aux forts contrastes, à la limite du granit et du calcaire. 
La superficie de la commune est de 3,9 km2, c'est la douzième plus petite de l'Yonne. Le village se situe à une altitude moyenne de 170 mètres.

### Communes limitrophes

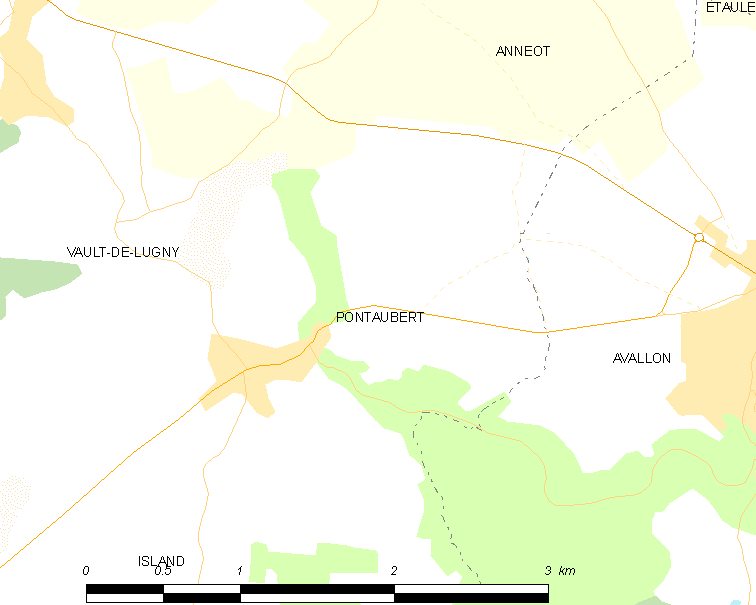
Carte de la commune de Pontaubert et des proches communes.

### Climat
Pour des articles plus généraux, voir Climat de la Bourgogne-Franche-Comté et Climat de l'Yonne.
En 2010, le climat de la commune est de type climat océanique dégradé des plaines du Centre et du Nord, selon une étude du Centre national de la recherche scientifique s'appuyant sur une série de données couvrant la période 1971-2000. En 2020, Météo-France publie une typologie des climats de la France métropolitaine dans laquelle la commune est exposée à un climat océanique altéré et est dans la région climatique  Lorraine, plateau de Langres, Morvan, caractérisée par un hiver rude (1,5 °C), des vents modérés et des brouillards fréquents en automne et hiver. 
Pour la période 1971-2000, la température annuelle moyenne est de 10,7 °C, avec une amplitude thermique annuelle de 15,7 °C. Le cumul annuel moyen de précipitations est de 747 mm, avec 12 jours de précipitations en janvier et 8 jours en juillet. Pour la période 1991-2020, la température moyenne annuelle observée sur la station météorologique de Météo-France la plus proche, « St André », sur la commune de Saint-André-en-Terre-Plaine à 15 km à vol d'oiseau, est de 11,3 °C et le cumul annuel moyen de précipitations est de 849,9 mm. 
La température maximale relevée sur cette station est de 41,3 °C, atteinte le 24 juillet 2019 ; la température minimale est de −16 °C, atteinte le 20 décembre 2009,,. 
Les paramètres climatiques de la commune ont été estimés pour le milieu du siècle (2041-2070) selon différents scénarios d'émission de gaz à effet de serre à partir des nouvelles projections climatiques de référence DRIAS-2020. Ils sont consultables sur un site dédié publié par Météo-France en novembre 2022.

## Urbanisme

### Typologie
Au 1er janvier 2024, Pontaubert est catégorisée commune rurale à habitat dispersé, selon la nouvelle grille communale de densité à sept niveaux définie par l'Insee en 2022.
Elle est située hors unité urbaine. Par ailleurs la commune fait partie de l'aire d'attraction d'Avallon, dont elle est une commune de la couronne,. Cette aire, qui regroupe 74 communes, est catégorisée dans les aires de moins de 50 000 habitants,.

### Occupation des sols
L'occupation des sols de la commune, telle qu'elle ressort de la base de données européenne d’occupation biophysique des sols Corine Land Cover (CLC), est marquée par l'importance des territoires agricoles (77,4 % en 2018), en diminution par rapport à 1990 (78,3 %). La répartition détaillée en 2018 est la suivante :
prairies (76,3 %), forêts (15,1 %), zones urbanisées (7,5 %), terres arables (1,1 %). L'évolution de l’occupation des sols de la commune et de ses infrastructures peut être observée sur les différentes représentations cartographiques du territoire : la carte de Cassini (XVIIIe siècle), la carte d'état-major (1820-1866) et les cartes ou photos aériennes de l'IGN pour la période actuelle (1950 à aujourd'hui).

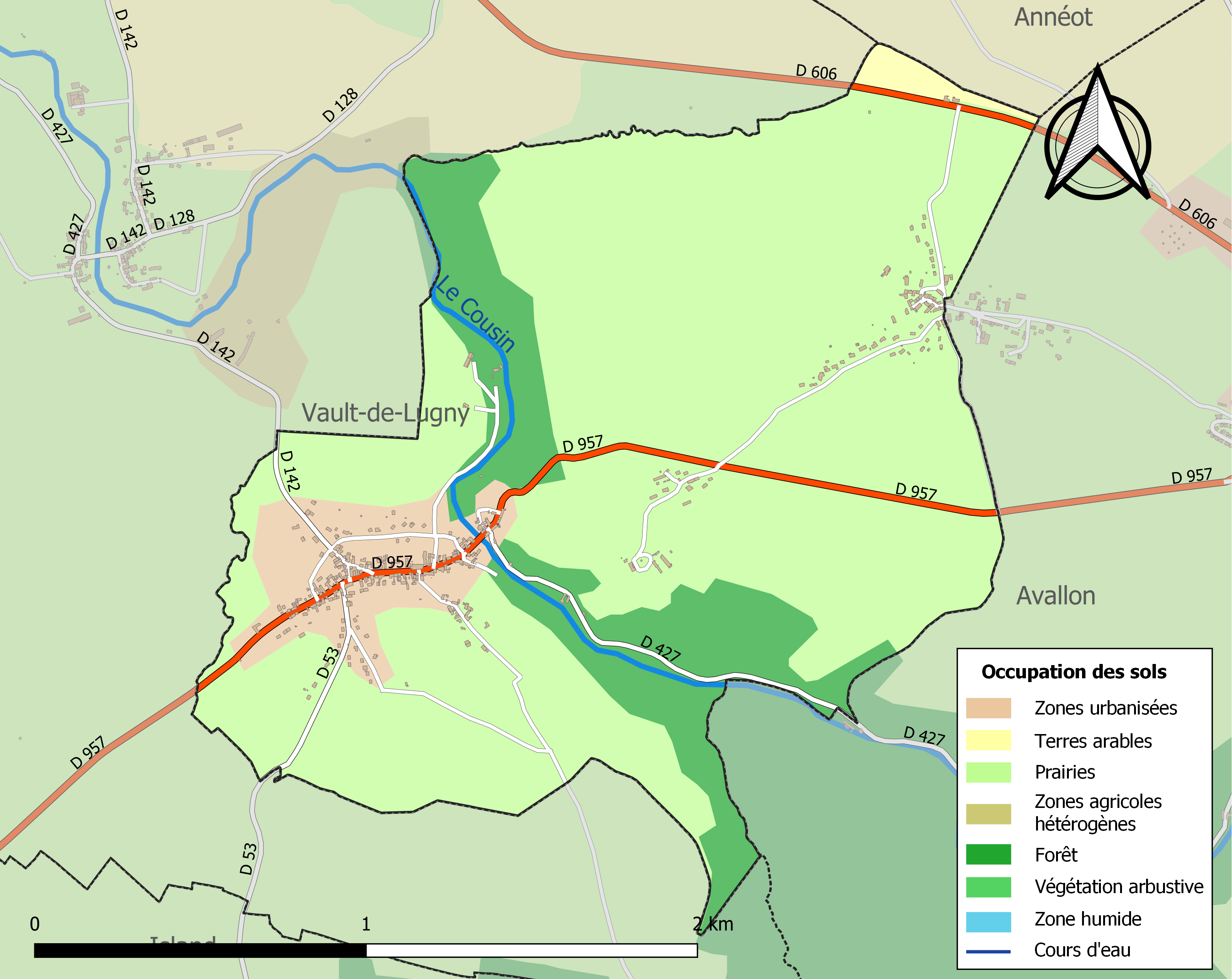
Carte des infrastructures et de l'occupation des sols de la commune en 2018 (CLC).

## Histoire
L’historique de Pontaubert a été publié par l’abbé Parat dans ses notices villageoises en 1919 (Le Village de Pontaubert et les ordres religieux militaires dans l’Avallonnais).

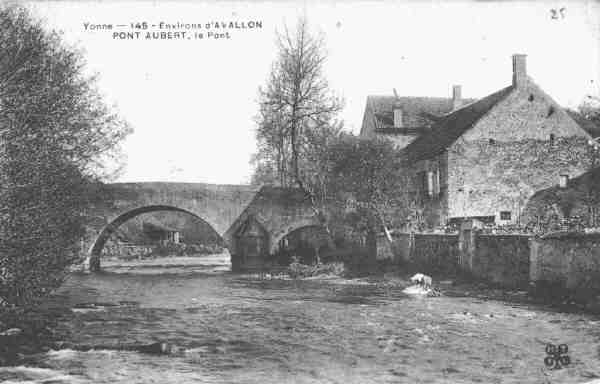
Le pont.

On voyait encore au XIXe siècle un menhir au lieu-dit les Pierriotes ; il a été détruit par un fermier et l'on n'en possède ni dessin, ni description.[réf. nécessaire]
Les toponymes d'Orbigny (Orbiniacus) et de Champien (Campus paganus) font présumer l'existence d'implantations romaines, mais on n'en a retrouvé aucun vestige. Le territoire communal est bordé sur un court espace par la voie romaine d'Agrippa (allant de Lyon à Boulogne-sur-Mer), alors qu'elle se sépare de l'ancienne Nationale 6 (au lieu-dit la Belle Laitière) pour monter la côte en direction de Girolles.[réf. nécessaire]
La commune tire son nom — Pons-Alberti — du premier pont construit sur le Cousin, vers 840, par un certain Aubert, comte d’Avallon, frère de Robert le Fort.[réf. nécessaire]

### Les Hospitaliers
Le village de Pontaubert, anciennement du diocèse d'Autun, vicomté et bailliage d'Avallon, est sans doute un démembrement de la paroisse du Vault-de-Lugny, située au nord-ouest, mais qui l'entoure à l'ouest - encore aujourd'hui - par une étroite langue de terre joignant le territoire d'Avallon au sud (au ru d'Aillon), et qui le sépare entièrement d'Island. On peut en déduire qu'il fut probablement donné par un seigneur du Vault (Jocelyn d'Arcy ?) aux Hospitaliers de Saint-Jean de Jérusalem, pour y établir une commanderie. L'acte de fondation n'a malheureusement pas été conservé dans les archives, mais il doit se situer entre la seconde croisade prêchée à Vézelay (mars 1146) et qui entraîna de nombreux seigneurs locaux, et l'année 1167, date où elle est déjà bien implantée. Elle est placée sous la protection du comte d'Avallon et d'Hugues III, duc de Bourgogne. En 1189, le sire Hugues de Mont-Saint-Jean lui abandonne sa terre de Normier, qui reste un « membre » important, avec le village de Noidan.
Les dons affluant, les Hospitaliers construisent un établissement comprenant une église, un "logis", un hôpital (maladrerie), une enceinte, un four et un pressoir banaux, et une citerne (dont subsistent aujourd'hui des vestiges). Plusieurs croix de pierre marquent les limites de son territoire. La commanderie, très bien située, accueillait les pèlerins et voyageurs, à la fois sur l'antique route menant d'Auxerre à Autun, et plus loin vers la Provence et la Terre Sainte, et ceux venus de Champagne, se rendant à Vézelay, puis empruntant la Voie limousine jusqu'à Saint Jacques de Compostelle.[réf. nécessaire]
En 1306, le commandeur Pierre de Pontaubert est prévôt d’Avallon. Après la chevalerie, qui renonce aux croisades (milieu du XIIIe s.), c'est le peuple qui multiplie les dons. En 1311 Hubert Colomb, d'Orbigny, se donne « à la religion de Pontaubert avec tous ses biens, en reconnaissance des bienfaits qu'il a reçus des frères, et il se soumet à leur obéir en tout ». On peut sans doute reconnaître son domaine dans le lieu-dit la Colombière, entre Orbigny et Champien. Mais le meilleur reste à venir : en 1313-1317, L'Hôpital hérite des biens des Templiers, dont l'ordre a été supprimé, A cette occasion est créé le grand prieuré de Champagne. Pontaubert, qui s'est accru de sa voisine, la commanderie templière d'Island, en devient l'une des cinq chambres prieurales, c'est-à-dire affectées aux revenus du grand Prieur.[réf. nécessaire]
Le village est fortifié, ce qui ne l’empêche pas d’être pris et pillé pendant la guerre de Cent Ans, par les routiers et les écorcheurs en 1379, par les Anglais en 1392 ; puis pendant les guerres de religion par les protestants - en 1569, le village résiste aux reitres mais les alentours sont ravagés -, et finalement par les ligueurs. En 1588, une compagnie de lansquenets du duc de Mayenne loge à Pontaubert. Les derniers vestiges des fortifications disparaissent vers 1900.[réf. nécessaire]
L'établissement religieux sort dévasté du XVIe siècle, les pèlerinages s’essoufflent, et certains commandeurs négligent leurs obligations, ce qui achève sa ruine. Ils fréquentent la Cour ou se rendent en garnison à Malte ; certains s'y distinguent, comme le bailli de Fleurigny, commandeur de Pontaubert, qui prend d'assaut le 24 juin 1709 la redoutable galère capitane de Tripoli, armée de 70 canons : il fait 400 prisonniers et libère 50 esclaves chrétiens. Sinon, ils résident à Normier, qui dispose d'un logis plus confortable ; celui de Pontaubert est habité par un fermier. Le village abrite encore en 1696 une petite maladrerie qui est rattachée en 1708 à l'hôpital d'Avallon, avec le droit pour la paroisse d'y loger gratuitement un malade.[réf. nécessaire]
Les biens de la commanderie sont dispersés à la Révolution. Le four et le pressoir banal (à l'emplacement du mail actuel) sont démolis ; il n'en subsiste plus qu'une cave, sans doute celle du pressoir, qui semble avoir été transformée pendant un temps en citerne : une ligne d'eau bien visible sur le plafond permet de jauger sa contenance à 180 m3. De nombreuses maisons se dotent de fours à pain, qui étaient interdits précédemment.

### Aménagement et embellissement du bourg de Pontaubert

Vue du Village de Pontaubert, Jean Rolley.

Le pont actuel, qui menace ruine, est restauré en 1830 avec du ciment de Vassy qui vient d’être découvert. C'est une réussite.
Le problème récurrent qui semble avoir dominé la population de Pontaubert, et qui explique en partie sa dépopulation, est celui de l'eau potable. Située à la jonction des terrains cristallophylliens (granite) et des terrains sédimentaires (respectivement le Morvan et les bas pays), la région est assez riche en sources. Pendant longtemps le village ne dispose que de puits et d’une petite source, la Mardelle, située sur la route d’Island. En 1836, François Raudot est maire et fait engager un travail considérable pour l’époque en amenant au centre du village, par des tuyaux en plomb, la source du pré des ânes située dans la direction d’Island sur une grande faille qui forme captage naturel. On construit une fontaine monumentale avec des auges en pierre d’un seul bloc. La même année (1836) voit l'achèvement du cadastre. Vers 1900, les auges en pierre sont remplacées par le bassin circulaire en ciment armé qu’on voit encore aujourd’hui.
Mais l’est du village (route d’Avallon) n’est toujours pas desservi. La source du Pavé, ou fontaine chaude, d’origine filonienne[Quoi ?] et qui ne gèle jamais, est captée et permet d'alimenter les fontaines du Crot, de l’église et de Joinguilloux. Enfin une 5e fontaine est créée route de Vézelay, alimentée par la Mardelle. Pontaubert se trouve pour l’époque assez bien desservi en eau.
Le réseau d'eau est constamment modernisé sur la base des différentes sources du village mais le débit se révèle souvent insuffisant, surtout en période sèche.
Le maire Bourrey, qui reste plus de 25 ans en fonction, fait exécuter de nombreux autres travaux. D’abord la maison d’École (1895) dans une portion du jardin du presbytère, ensuite le nouveau cimetière en haut de Joinguilloux, puis les chemins de la Grande Mardelle, des Plantes, etc.
La commune est dotée de trottoirs et d’égouts juste avant la guerre de 1914. Pontaubert prend déjà figure de petite ville.
Malgré ces améliorations, la population du village, confrontée à l'arrivée du chemin de fer à Avallon, à l'industrialisation, puis à la crise phylloxérique (vers 1885) amenant la disparition de la majeure partie des vignes, ne cesse de décroître. Comptant plus de 600 personnes vers 1830, elle tombe en 1910 à 380 habitants. Les bouleversements de la guerre lui font perdre encore une centaine d'habitants.
À la fin de la guerre 1914-18, on peut constater dans le village de nombreuses maisons à demi ruinées. Cependant la propreté de la petite ville, sa jolie rivière, la proximité d’Avallon et les autocars qui la desservent, attirent de nombreux retraités parisiens qui viennent s’y établir, achètent les vieilles maisons, les font réparer et embellir ; de sorte que Pontaubert reprend rapidement un air de prospérité. Mais cela ne dure pas, et en 1968 la population est au plus bas avec 208 personnes recensées. Heureusement, depuis 1971, les habitants sont alimentés directement par l'eau de la Cure, captée à Blannay, ce qui permet la construction de plusieurs lotissements et inverse la courbe démographique, sans que l'on puisse parler véritablement de « village-dortoir ».

## Économie
Passé récent
Des gisements de plomb argentifère sont découverts au tout début du XVIe siècle, Ils sont attestés par un permis d'exploitation sur Pontaubert et Chitry en Nivernais, accordé par Louis XII à Jean de Bèze, bourgeois de Vézelay, et renouvelé par François Ier en 1519 et Henri II en mars 1549 (1550 n.s.) en faveur de son fils Pierre de Bèze, bailli de Vézelay ; ce dernier, père du fameux Théodore, fit une fortune considérable, et fut anobli par Lettres de mars 1551 (1552 n.s.). Le souvenir de ces mines s'est conservé dans la toponymie (le Moulin d'argent, le Crot fondu – c'est-à-dire la mine effondrée…). La part du Roi s'élevait en 1519 à 500 marcs d'argent, tous gisements confondus, ceux de Chitry étant les plus importants ; mais si ces derniers ont justifié le nom de Chitry-les-Mines, ceux de Pontaubert semblent avoir été rapidement épuisés. Là comme ailleurs, le rôle et la part du commandeur demeurent inconnus. La présence dans l'église d'une belle statue de Sainte Barbe (fin XVe), patronne des artificiers et des mineurs, peut trouver là son origine. Des carrières de granite et d'arène (à Orbigny) existent aussi. 
La rivière du Cousin est rendue flottable en 1704, jusque vers 1830 ; elle alimentait de petits moulins ou des foulons à droguet. Deux bâtiments subsistent, le "Moulin des Templiers" (en réalité des Hospitaliers), transformé en auberge ; et "le Foulon", en aval du village. Un peu plus bas encore, à la limite du Vault, se voient les ruines restaurées de "la Papeterie".
Outre ses vignobles, notamment ceux d'Orbigny, plantés sur d'anciennes moraines glaciaires ("les Vignes Blanches"), le village a une chènevière près du Cousin, et produit au XIXe siècle plusieurs tonnes de truffe de Bourgogne (tuber uncinatum), selon l'abbé Parat. Plusieurs petits étangs établis sur le cours des rus escarpés sont abandonnés ; le plus considérable semble avoir été celui de Joinguillou, au-dessus du village, dont la chaussée est encore remarquable. Sur le plan de l'élevage, les prés trop petits font l'objet d'un remembrement dès le milieu du XIXe siècle, à l'exemple du député Raudot (d'où les "Grands Champs" vers Champien). La dernière ferme a cessé son activité au milieu du XXe siècle ; les terres et pâtures sont désormais exploitées par des agriculteurs extérieurs à la commune.
Le présent
Vers 1960, Pontaubert dispose encore de commerces de détail (boulangerie Maillard, épicerie Caraby, bar-tabac Melot), et d'un antiquaire renommé (M. Lafosse), mais tous sont fermés de nos jours. Les hôtels-restaurants (3 ouverts actuellement, Les Fleurs, Le Soleil d'Or et les Templiers, un autre, ancien Hôtel de la Fontaine face à l'église, attend un repreneur) maintiennent une certaine activité, surtout saisonnière, et deux magasins d'articles de tourisme, décoration et importation (le Bazar et le Cousin du Népal), ont vu le jour, ainsi qu'une agence immobilière (Chlorophylle).

## Politique et administration
| Période | Période  | Identité              | Étiquette | Qualité   |
| ------- | -------- | --------------------- | --------- | --------- |
|         |          |                       |           |           |
| 1803    | 1812     | Marc Antoine Brisoult |           |           |
| 2001    | 2008     | Raymonde Lechat       |           |           |
| 2008    | 2014     | René Gilliung         |           |           |
| 2014    | En cours | Chantal Hochart       | SE        | Retraitée |

## Démographie
Les habitants de Pontaubert sont appelés les Pontaubertois ; la population s'est stabilisée au nombre de 361 au dernier recensement de 2022.

L'évolution du nombre d'habitants est connue à travers les recensements de la population effectués dans la commune depuis 1793. Pour les communes de moins de 10 000 habitants, une enquête de recensement portant sur toute la population est réalisée tous les cinq ans, les populations de référence des années intermédiaires étant quant à elles estimées par interpolation ou extrapolation. Pour la commune, le premier recensement exhaustif entrant dans le cadre du nouveau dispositif a été réalisé en 2004.

En 2022, la commune comptait 361 habitants, en évolution de −8,61 % par rapport à 2016 (Yonne : −1,95 %, France hors Mayotte : +2,11 %).
| 1793 | 1800 | 1806 | 1821 | 1831 | 1836 | 1841 | 1846 | 1851 |
| ---- | ---- | ---- | ---- | ---- | ---- | ---- | ---- | ---- |
| 513  | 573  | 578  | 543  | 582  | 607  | 535  | 513  | 500  |

| 1856 | 1861 | 1866 | 1872 | 1876 | 1881 | 1886 | 1891 | 1896 |
| ---- | ---- | ---- | ---- | ---- | ---- | ---- | ---- | ---- |
| 504  | 482  | 503  | 487  | 503  | 482  | 447  | 431  | 396  |

| 1901 | 1906 | 1911 | 1921 | 1926 | 1931 | 1936 | 1946 | 1954 |
| ---- | ---- | ---- | ---- | ---- | ---- | ---- | ---- | ---- |
| 385  | 383  | 382  | 293  | 287  | 253  | 231  | 268  | 273  |

| 1962 | 1968 | 1975 | 1982 | 1990 | 1999 | 2004 | 2006 | 2009 |
| ---- | ---- | ---- | ---- | ---- | ---- | ---- | ---- | ---- |
| 242  | 208  | 243  | 314  | 336  | 377  | 391  | 390  | 391  |

| 2014 | 2019 | 2022 | - | - | - | - | - | - |
| ---- | ---- | ---- | - | - | - | - | - | - |
| 399  | 366  | 361  | - | - | - | - | - | - |

## Culture locale et patrimoine

### Lieux et monuments
- Calvaire de Pontaubert (sur la place)
- Croix de chemin de Pontaubert
- Pierre tombale en bâtière dans l'église avec inscription (XIIIe s.)
- Statuaire de l'église : elle comprend une Sainte-Barbe du XVe s. (déposée), une Sainte-Cyre, etc. Près de l'autel se trouve une Vierge assise à l'Enfant (XIIe s.) qui provient du Saulce d'Island. L'allure générale en est un peu gauche et rustique, mais le visage est fin et digne de la sculpture de Vézelay.
- Vestiges de la maladrerie : fenêtre à meneau sculpté (XIIIe s.) ; on peut la voir depuis le pont, en aval, rive gauche.
- Motte féodale de Champien : haute d'environ 15 mètres, elle se détache bien du plateau, mais est malheureusement cernée par des pavillons modernes.
- Château d'Orbigny. S'il date essentiellement du XIXe siècle, il est bâti sur une cave romane, et conserve une tour-pigeonnier de 995 boulins, à échelle tournante (16e-17e  s.?).
- Parc d'Orbigny (S.C.). Aménagé au XIXe siècle sur la rive droite du Cousin, il s'étend sur 10 ha. Il comprend 2 grottes, l'une en partie naturelle, l'autre artificielle, des sources et un belvédère ; ses allées sont bordées d'un millier de rochers retirés du sous-sol.
- Grotte de la Cave-aux-Loups : située sur la côte de Champien, dominant la rivière, cette cavité d'environ huit mètres (partiellement comblée) a été fouillée par l'abbé Parat et n'a rien offert de remarquable.

#### Église de Pontaubert
L'église est classée monument historique depuis 1862. Elle a été restaurée en 1873 par l’abbé Minard.
L'église Notre-Dame-de-la-Nativité, qui était celle d’une ancienne commanderie des Hospitaliers de Saint-Jean de Jérusalem, est parmi les plus intéressants édifices romans de l’Yonne. C’est une église romane tardive, datant du dernier tiers du XIIe siècle, et achevée seulement au cours du siècle suivant part le haut clocher qui domine le bel ensemble (...). 
L’architecture de l’église s’est inspirée nettement (...), avec ses profils brisés, de Saint-Lazare d’Avallon. La nef à bas-côtés est à deux étages sous voûtes d’arêtes, c’est un modèle répandu en Bourgogne dans le diocèse d’Autun et introduit au cours du XIIe siècle dans l’Avallonnais (voir aussi l’église de Sacy). Une travée de chœur de la même architecture est suivi directement d'une abside à trois pans. Remarquons la grande simplicité des chapiteaux, ornés de décors végétaux. Le portail sud simplement décoré est roman, le portail ouest déjà du XIIIe siècle a plus de prétention avec ses colonnes, ses voussures et son tympan où on trouve des scènes historiés de la vie de la Vierge. De l’extérieur on admire aussi le porche gothique qui donne abri au portail, et quelques modillons romans de la nef.[réf. nécessaire]

Église de Pontaubert
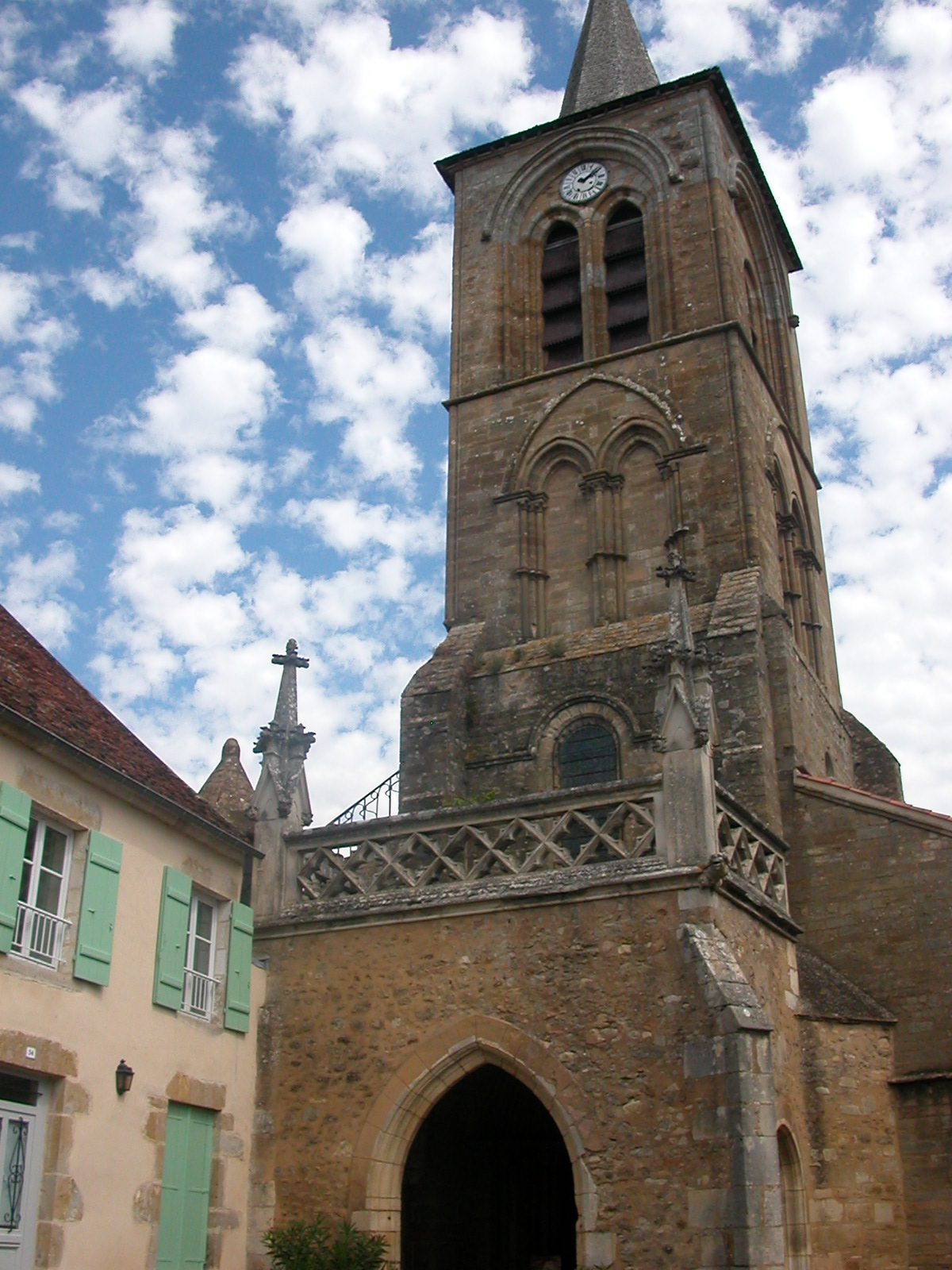
Vue extérieure.
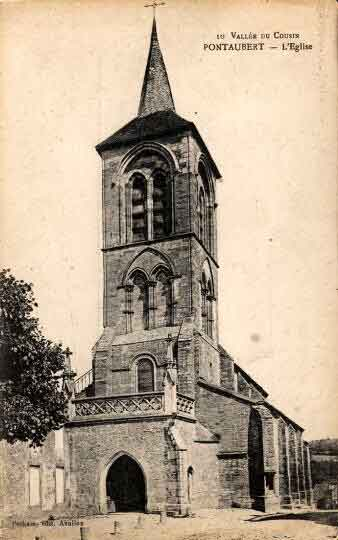
Vue extérieure.
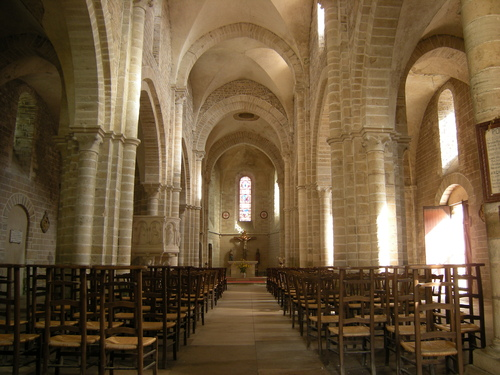
Intérieur de l'église.
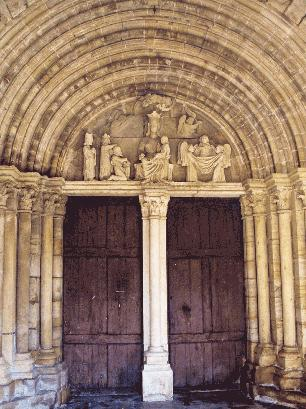
Portail ouest.

#### Fontaines et lavoirs

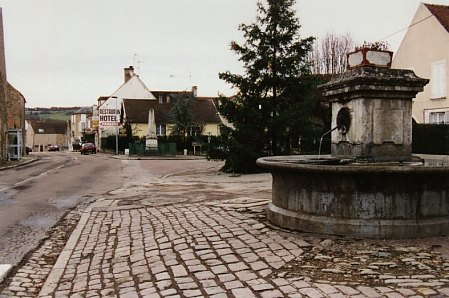
Fontaine principale, place du village.
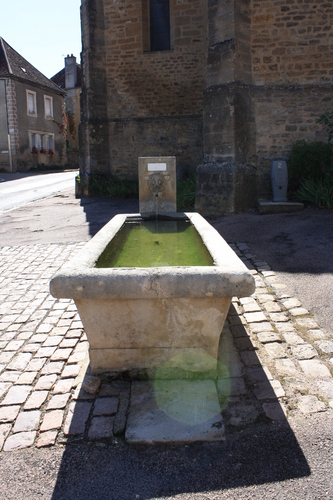
Fontaine de Pontaubert.
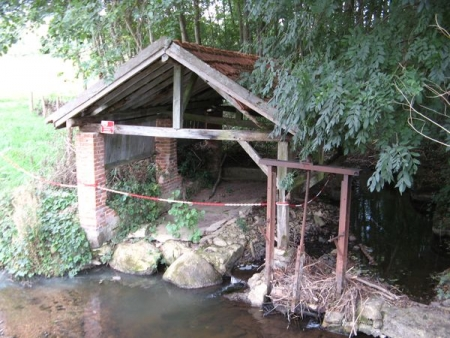
Lavoir de Pontaubert.
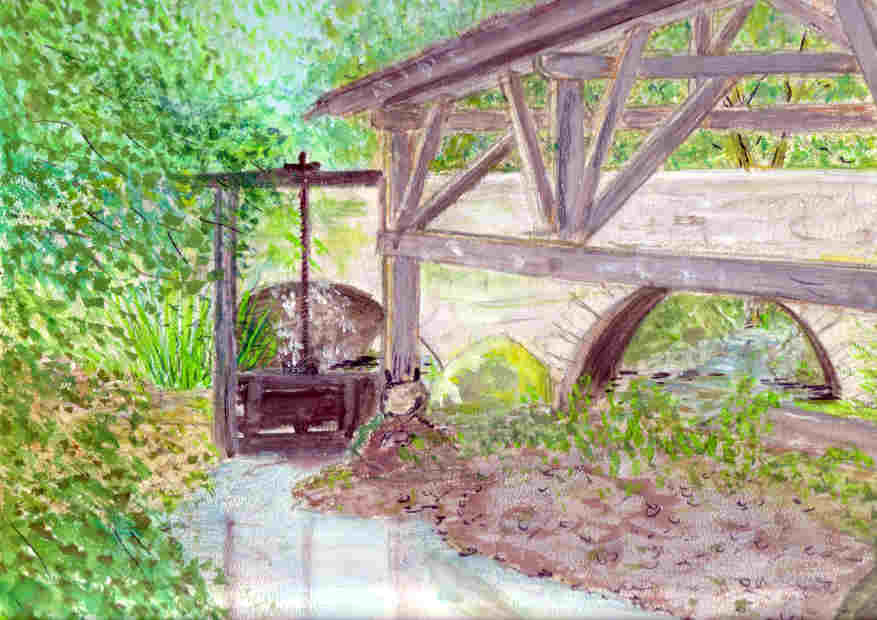
Lavoir de Pontaubert, par Jean Rolley.
La Forêt à Pontaubert, Georges Seurat,New York,Metropolitan Museum of Art.

### Vues du village

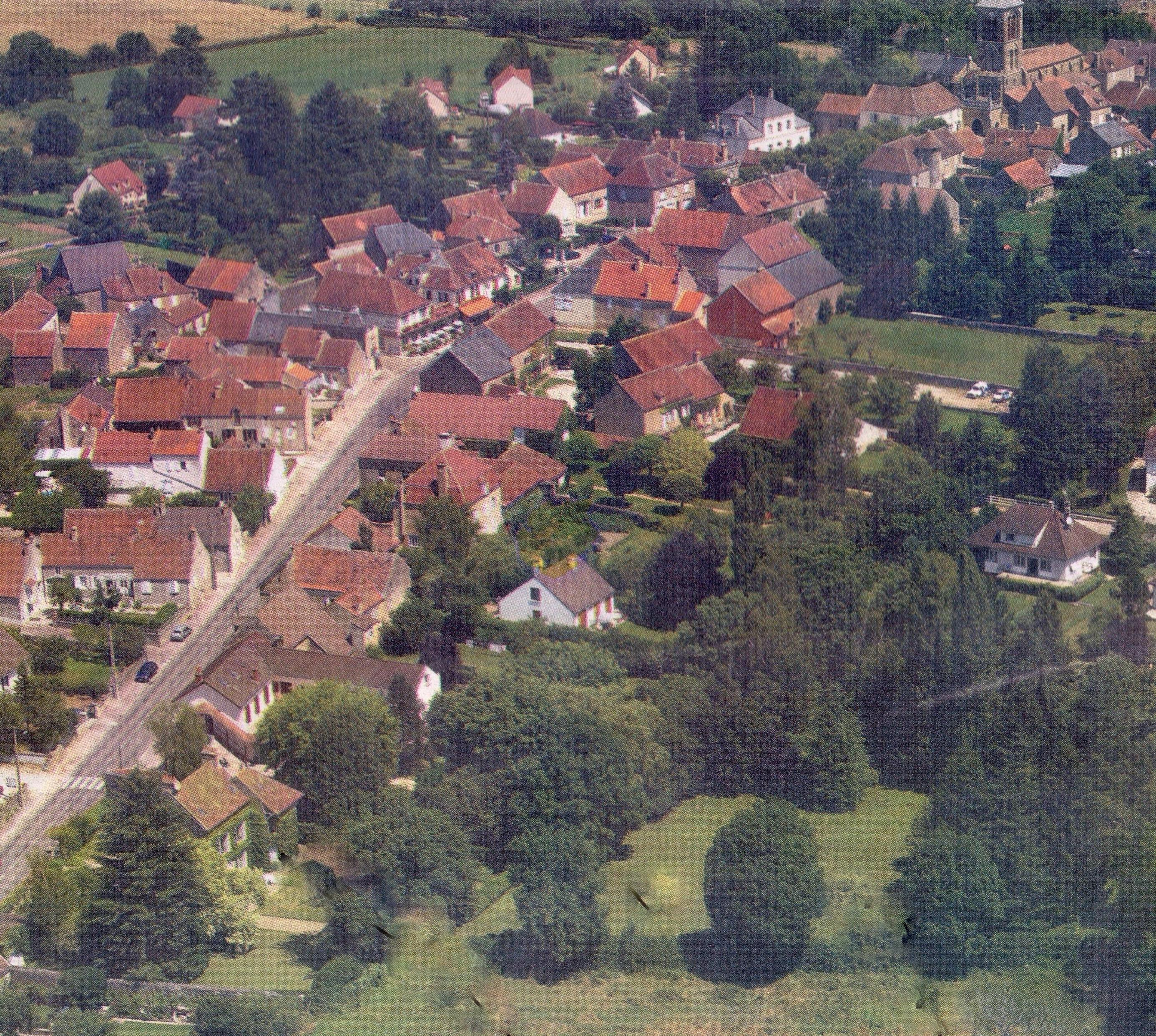
Pontaubert, vue aérienne.
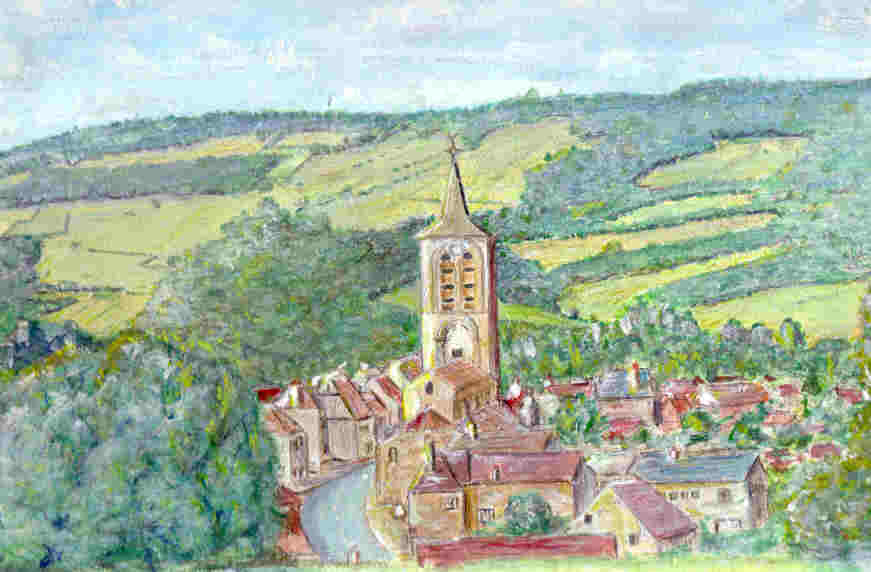
Vue du village de Pontaubert depuis Avallon, par Jean Rolley.
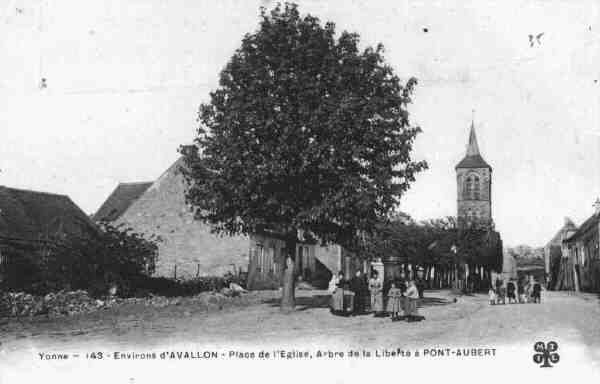
Pontaubert, la place du village.

### Personnalités liées à la commune
- Claude-Marie Raudot, dit Réglois, député ; mort à Orbigny en 1876.
- Le sculpteur Guillaumet, qui réalisa notamment le mobilier de l'église (autels, chaire, balustrade du porche) et les lions des fontaines, est mort à Pontaubert (Abbé Parat).
- Abbé Alexandre Parat (1843-1931), prêtre, archéologue, fut curé de Pontaubert de 1920 à 1927 ; il étudie Pontaubert et les Ordres religieux militaires dans l'Avallonnais.
- Eugène Corneau 1894-1977, peintre, graveur, illustrateur, ami de Modigliani, réside à Pontaubert de façon régulière dès 1928 et y est décédé le 12 octobre 1976.
- Claude Rolley, (1933-2007), professeur émérite de l'université de Bourgogne, auteur d'ouvrages sur l'archéologie de la Grèce antique, de la Gaule. Président de l'Académie du Morvan.